# Mario Delpini
Mario Enrico Delpini (ur. 29 lipca 1951 w Gallarate) – włoski duchowny rzymskokatolicki, rektor Niższego Seminarium Duchownego w Mediolanie w latach 1989–1993, rektor seminarium w Venegono Inferiore w latach 1993–2000, rektor Wyższego Seminarium Duchownego w Mediolanie w latach 2000–2007, biskup pomocniczy mediolański w latach 2007–2017, arcybiskup metropolita mediolański od 2017.

## Życiorys
Święcenia kapłańskie otrzymał 7 czerwca 1975 z rąk Giovanniego Colombo. Inkardynowany do archidiecezji mediolańskiej, rozpoczął pracę w niższym seminarium jako wykładowca. W 1989 został rektorem tegoż seminarium. Cztery lata później mianowano go rektorem części teologicznej seminarium w Venegono Inferiore. W latach 2000–2007 kierował wyższym seminarium mediolańskim.
13 lipca 2007 papież Benedykt XVI mianował go biskupem pomocniczym archidiecezji mediolańskiej, ze stolicą tytularną Stephaniacum. Sakry biskupiej udzielił mu 23 września 2007 kardynał Dionigi Tettamanzi, arcybiskup metropolita mediolański. Od 2012 pełnił funkcję wikariusza generalnego, zaś od 2014 wikariusza biskupiego ds. formacji stałej duchowieństwa.
7 lipca 2017 papież Franciszek mianował go arcybiskupem metropolitą mediolańskim. Ingres odbył się 24 września 2017.